# Johan Henningsen
Johan Emil Hans Henningsen (født 1876, død 1952) var en grønlandsk politiker.
Han var medlem af Forstandeskabene som Danmark oprettede på Grønland fra 1860, og blev senere et markant medlem Grønlands Landsråd da disse blev oprettet i 1908. 
Han var gift med Johanne Marie Gjertrud Fleischer (1880-1959), og sammen fik de datteren Elisabeth Johansen, som også blev politiker, og blev den eneste kvinde som blev stemt ind i Grønlands Landsråd. 